# Des filles disparaissent
Pour plus de détails, voir Fiche technique et Distribution.
Des filles disparaissent (titre original : Lured) est un film américain réalisé par Douglas Sirk sorti en 1947.
C'est le remake du film français Pièges (1939).

## Synopsis
Un tueur en série londonien assassine des jeunes femmes rencontrées par le biais de petites annonces dans la presse. Chaque meurtre est annoncé à la police par une lettre contenant un poème codé.

Une jeune femme, amie de la dernière victime en date, est recrutée par la police pour servir d'appât.

## Fiche technique
- Titre original : Lured
- Titre français : Des filles disparaissent
- Réalisation : Douglas Sirk
- Scénario : Leo Rosten
- Producteur : James Nasser
United Artists
- Photo : William H. Daniels
- Montage : John M. Foley
James E. Newcom
- Musique : Michel Michelet (originairement composée pour Pièges)
- Décors : Nicolai Remisoff
- Costumes : Eloise Jensson
- Son : John R. Carter
- Montage : John M. Foley et James E. Newcom
- Musique : Michel Michelet
- Société(s) de production : Hunt Stromberg Productions
- Société(s) de distribution :   États-Unis United Artists,  France Synimex
- Pays d’origine :  États-Unis
- Langue : anglais
- Format : noir et blanc – 35 mm – 1,37:1 – mono (Western Electric Recording)
- Genre : Film dramatique, Film policier, Thriller,  Film noir
- Durée : 102 minutes
- Dates de sortie : 
  - États-Unis : 28 août 1947
  - France : 21 mai 1950

## Distribution
- Lucille Ball (VF : Camille Fournier) : Sandra Carpenter
- George Sanders (VF :  Marc Valbel) : Robert Fleming
- Charles Coburn (VF : Pierre Morin) : Inspecteur Harley Temple
- Cedric Hardwicke (VF : Jean Gournac) : Julian Wilde
- Joseph Calleia (VF : Raymond Loyer) : Dr Nicholas Moryani
- Alan Mowbray (VF : Jean Brochard) : Lyle Maxwell alias Maxim Duval
- Boris Karloff (VF : Jacques Derives) : Charles van Druten
- George Zucco (VF : Jacques Ferréol) : Officier H. R. Barrett
- Robert Coote : Officier
- Alan Napier : Inspecteur Gordon

Acteurs non crédités
- Jimmy Aubrey (VF : Maurice Pierrat) : Nelson
- Ann Codee : Matilda
- Charles Coleman : Sir Charles
- Cyril Delevanti : Médecin légiste
- Wyndham Standing : Assistant du médecin légiste
- Dorothy Vaughan : Mme Miller